# 貝茨歧鬚鮠
貝茨歧鬚鮠，為輻鰭魚綱鯰形目倒立鯰科的其中一種，為熱帶淡水魚，分布於非洲喀麥隆Dja、Nyong、Ntem河及加彭Ivindo、Ogowe及Ouzibi河、赤道幾內亞Muni河流域，體長可達12.6公分，棲息在底中層水域，生活習性不明。